# پیراتمان
پیراتمان (به ترکی آذربایجانی: Piratman) یک منطقهٔ مسکونی در جمهوری آذربایجان است که در شهرستان سالیان واقع شده‌است. پیراتمان ۹۲۶ نفر جمعیت دارد.